# Lovejoy (Georgia)
Lovejoy es una ciudad ubicada en el condado de Clayton, Georgia, Estados Unidos. Tiene una población estimada, a mediados de 2021, de 11 311 habitantes.

## Demografía

### Censo de 2020
Según el censo de 2020, en ese momento la ciudad tenía una población de 10 122 habitantes. La composición racial era la siguiente:
| Raza                   | Núm. | Porc.  |
| ---------------------- | ---- | ------ |
| Afroamericanos         | 7899 | 78.04% |
| Blancos                | 1101 | 10.88% |
| Amerindios             | 37   | 0.37%  |
| Asiáticos              | 114  | 1.13%  |
| Isleños del Pacífico   | 5    | 0.05%  |
| Otras razas            | 465  | 4.59%  |
| De una mezcla de razas | 501  | 4.95%  |

Del total de la población, el 10.04% son hispanos o latinos de cualquier raza.

### Censo de 2000
En el 2000, los ingresos promedio de los hogares eran de $40,139 y los ingresos promedio de las familias eran de $40,268. Los ingresos per cápita para la localidad eran de $14,642. Los hombres tenían ingresos per cápita de $21,964 contra $23,229 para las mujeres.

## Geografía
La ciudad está ubicada en las coordenadas 33°26′29″N 84°19′3″O / 33.44139, -84.31750 (33.441519, -84.317444).
Según la Oficina del Censo, la localidad tiene un área total de 7.61 km², de la cual 7.54 km² son tierra y 0.07 km² son agua.